# جوزف دیگرو
جوزف دیگرو (انگلیسی: Joseph Depledge؛ 15 April 1897 – ۱۹۷۴ (۷۶−۷۷ سال)) بازیکن فوتبال اهل بریتانیا بود.
از باشگاه‌هایی که در آن بازی کرده‌است می‌توان به باشگاه فوتبال استوک سیتی و باشگاه فوتبال منزفیلد تاون اشاره کرد.